# Stéphane Picq
Pour les articles homonymes, voir Picq.
Stéphane Picq, né le 16 août 1965 à Rouen et mort le 2 février 2025, à Ramena (Madagascar), est un compositeur français de musique de jeu vidéo, initialement chez Cryo Interactive.
Il compose dès 1987, mais se retire de l'industrie en 1998, et part à Madagascar. Il donne des nouvelles sur internet en février 2006 en évoquant la possible sortie d'une compilation d'anciens titres et la création d'un studio d'enregistrement à Madagascar. Lors d'une interview en juillet 2020, il revient sur sa carrière et notamment sur les raisons qui l'ont poussé à quitter l'industrie du jeu vidéo. Le compositeur explique que le manque de liberté artistique l'a fatigué.

## Style musical
Stéphane Picq possède et joue des douzaines d'instruments provenant des quatre coins du monde. Ses morceaux, pourtant d'inspiration technoïde, sont parsemés de nombreux sons organiques comme des souffles, des bruits d'eau, des gargouillis ou encore des soupirs. Un bon exemple de son univers musical se trouve dans Dune: Spice Opera (utilisé dans le jeu Dune). Ces sonorités se retrouvent également dans d'autres bandes son de jeux vidéo de Cryo comme la piste Thaa's Secret dans le jeu Lost Eden.
Actuellement, on lui attribue l'écriture de plus de 230 morceaux de musique.
Certains de ses travaux (notamment les musiques de Lost Eden, Riverworld et Atlantis: The Lost Tales) ont été publiés sous forme d'albums sur le label Shooting Star, cofondé par Patricia Ruscito et Pierre Estève. Avec ce dernier, il compose et interprète une large part de la musique du jeu Atlantis : Secrets d'un monde oublié de 1996 à 1997.
En 2023, Stéphane Picq annonce sur Eklecty-City la réédition de Dune: Spice Opera, la bande originale du jeu vidéo Dune, sorti en 1992. En 2024, les titres de Dune Spice Opera 2024 sont publiés sur Bandcamp.

## Travaux choisis
- Commander Blood
- Dune: Spice Opera la bande son de Dune
- KGB
- Lost Eden
- Extase
- Riverworld
- Atlantis : Secrets d'un monde oublié (avec Pierre Estève)
- Dragon Lore
- MegaRace